# Cratere Tyndall (Marte)
Tyndall è un cratere sulla superficie di Marte.
Il cratere è dedicato al fisico britannico John Tyndall.